# Linda Patricia Pérez López
Pour les articles homonymes, voir Perez et López.
Linda Patricia Pérez López, née le 9 juillet 1998 à Maracaibo (Venezuela), est une athlète handisport vénézuélienne concourant dans la catégorie T11 pour les athlètes ayant une déficience visuelle.
Sa sœur jumelle Alejandra Paola Pérez López est également une athlète handisport.

## Carrière
En 2019, elle participe aux Jeux parapanaméricains à Lima où elle est médaillée d'argent sur le 400 m T11 derrière la Brésilienne Jhulia dos Santos Dias.
Aux Jeux paralympiques d'été de 2020, Pérez López remporte le premier titre paralympique en athlétisme de l'histoire du Venezuela en gagnant le 100 m T11 avec son guide Alvaro Luis Herrera en 12 s 05. Elle bat la Chinoise Liu Cuiqing (12 s 15) mais aucune médaille de bronze n'est décernée durant cette course car les deux autres concurrentes, les Brésiliennes Jerusa Geber dos Santos et Thalita Simplício sont toutes les deux disqualifiées. Elle participe également à la finale du 400 m T11 où elle termine 4e en 57 s 71.

## Vie privée
Sa sœur jumelle Alejandra Paola Pérez López remporte la médaille de bronze sur le 400 m T12 aux Jeux paralympiques d'été de 2020.

## Palmarès
| Date | Compétition            | Lieu  | Place | Course    | Temps         |
| ---- | ---------------------- | ----- | ----- | --------- | ------------- |
| 2019 | Jeux parapanaméricains | Lima  | 2e    | 400 m T11 | 1 min 00 s 29 |
| 2019 | Jeux parapanaméricains | Lima  | 4e    | 200 m T11 | 26 s 78       |
| 2019 | Jeux parapanaméricains | Lima  | 4e    | 100 m T11 | 12 s 74       |
| 2019 | Championnats du monde  | Dubaï | 5e    | 400 m T11 | 1 min 01 s 20 |
| 2019 | Championnats du monde  | Dubaï | 5e    | 200 m T11 | 26 s 44       |
| 2019 | Championnats du monde  | Dubaï | 6e    | 100 m T11 | 12 s 62       |
| 2021 | Jeux paralympiques     | Tokyo | 4e    | 400 m T11 | 57 s 71       |
| 2021 | Jeux paralympiques     | Tokyo | 1re   | 100 m T11 | 12 s 05       |
| 2021 | Jeux paralympiques     | Tokyo | 4e    | 200 m T11 | 25 s 27       |